# 티베트 문자
티베트 문자(Tibetan文字, Tibetan script)는 티베트어의 표기에 이용하는 문자이다. 인도계의 표음문자이며, 왼쪽에서 오른쪽으로 쓴다. 몇 안 되는 변경을 더해 티베트계 여러 언어(종카어, 바르티어 등)의 표기에도 이용된다. 기원은 옛날에는 브라미 문자까지 거슬러 올라가는 것은 확실하지만, 브라미 문자의 어느 변종이 직접적인 기원이 되었는가는 데바나가리 문자, 그프타 문자, 네워르 문자 등 여러 가지 설이 있다. 전해 내려오는 말에 의하면, 7세기 중반 티베트의 특사 퇸미삼보따(Thonmi Sambhota)가 여러 명의 인도 불교 승려와 함께 만들어 냈다고 한다.
티베트 문자는 자음을 나타내는 기본 자모의 주위에 모음 기호와 보조 기호가 조합원을 형성하여 하나의 문자가 형성한다. 음절마다 ' (활자에서는 역삼각형 ▼)로 단락지어 표기한다. 로마자로 옮겨 나타내는 방식은 통일되어 있지 않고, 와일리 표기법, 티베트어 병음, THL 음성 전사법 등 여러 가지 방식이 존재한다.

## 역사
티베트 사서에 의하면, 티베트 문자는 7세기 전반 퇸미 삼보따(Thonmi Sambhota)가 산스크리트 문자(sacred Buddhist texts)를 개조하여 만들었다고 전한다. 현재 학술적 관점에서 퇸미 삼보따 창제설은 11세기 후반에 만들어진 것에 불과하다고 본다(cf. Miller 1963; Róna-Tas 1985: 183–303; Zeisler 2005). 최근 연구 및 서적에 의하면, 송첸캄포(Songtsen Gampo)와 퇸미삼보따가 도입하기 전부터 하나 이상의 티베트 문자가 있었다. 둔황 문헌(Dunhuang manuscripts, Tunhong manuscripts)은 이러한 가설의 주요 증거이다.
표준 정서법은 세 가지 개발되었다. 9세기 초반, 가장 중요하고 공식적인 정서법이 불경 번역을 용이하게 하기 위하여 나타났다. 그때 이후로 표준 정서법은 바뀌지 않았다. 그러나 구어는 바뀌었는데, 예를 들어 복합 자음군(consonant cluster)이 소실되었다. 그 결과, 현대 티베트 방언, 특히 라싸(Lhasa) 표준 티베트어에서는 현재 철자법(이는 9세기 티베트 구어를 반영하고 있음)과 발음 간의 큰 격차가 존재한다. 이러한 차이는 티베트어를 발음나는대로 적자고 하는 철자 개혁에 찬성하는 주장의 기반이 되고 있다. 예를 들어 Bka'-rgyud 대신에 Kagyu라고 적자고 하는 것이 그것이다.
유목계열의 암도 티베트어(Amdo Tibetan)와 서방 방언인 라다크어(Ladakhi) 방언, 발티(Balti)는 고대 티베트어(Old Tibetan) 철자에 매우 가깝다. 그러나 이들의 문법은 상당히 변화하였다. 고전 정서법과 고전 티베트어(Classical Tibetan) 문법을 가지고 현대 티베트어 계통 언어들을 적는 것은, 마치 라틴어 문법과 정서접을 가지고 현대 이탈리아어를 적는 것, 혹은 산스크리트어를 가지고 현대 힌디어를 적는 것과 같다. 그러나 인도 아대륙 내에 있는 현대 불교 엘리트들은 평신도용 전사에서조차 고전 정서법이 바뀌어서는 안된다고 주장한다. 이는 많은 현대 티베트어들이 현대화하거나 티베트어 필사 전통에 있어 장애가 되고 있다. 암도 티베트어는 불교 엘리트들이 철자 개혁을 처음 주창한 몇 안 되는 사례 중 하나이다. 하지만 라다크어 철자 개혁은 매우 보수적인데, 기독교 선교사가 문자 개혁을 처음 주창한 것이 원인 중 하나이다.

## 자음과 모음

### 자음
티베트 문자에서 음절은 왼쪽에서 오른쪽으로 쓴다. 음절은 첵(tsek) (་)이라는 부호로 나뉜다. 많은 티베트어 단어가 단음절이기에 이 부호는 거의 띄어 쓴 칸으로 기능한다. 띄어 쓴 칸은 단어를 구분하기 위하여 사용되지 않는다.
티베트 알파벳은 30개의 기본 문자로 이뤄져 있으며, 일부는 자음으로 된 어근으로 나뉘어 있다. 다른 인도 문자처럼, 자음 문자는 딸림 모음(inherent vowel)을 인정한다. 즉 자음 하나만 써도 다른 모음과 결합된 발음을 갖는 것이다. 티베트어에서는 자음 하나만 쓸 경우, 그것은 모음 'a'가 내재해 있다고 보고 '자음+a' 형태로 발음한다. 'ya'에 해당하는 ཨ 역시 의존 모음(dependant vowel) 표기의 기반이 된다.
일부 티베트어 방언들에는 지금도 성조가 있지만, 티베트어는 문자 개발 시기에 이미 성조가 없었다. 또한 성조 전용 표기 부호도 없다. 그러나 성조가 분절 특징(segmental feature)으로부터 개발되었기에, 고대 티베트어 단어의 고대 철자로부터 정확히 예상할 수 있다.
티베트어의 자음은 제5행 제4열에 위치한 ཝ(wa)를 제외하고는 가로 방향, 세로 방향으로 갈수록 고유의 음성을 띠고 있다. 아래에 있는 자음은 각 단마다 왼쪽에서 오른쪽으로, 위쪽에서 아래쪽 방향으로 나열한 것이다.
|               | 제1열 (높은 무기음) | 제1열 (높은 무기음) | 제2열 (높은 유기음) | 제2열 (높은 유기음) | 제3열 (낮은 유성음) | 제3열 (낮은 유성음) | 제4열 (낮은 비음) | 제4열 (낮은 비음) |
| ------------- | ------------------- | ------------------- | ------------------- | ------------------- | ------------------- | ------------------- | ----------------- | ----------------- |
| 연구개음      | ཀ                   | ka [k~ɡ]            | ཁ                   | kha [kʰ~ɡʱ]         | ག                   | ga [ŋɡ]             | ང                 | nga [ŋ]           |
| 경구개음      | ཅ                   | ca [ʨ~ʥ]            | ཆ                   | cha [ʨʰ~ʥʱ]         | ཇ                   | ja [ɲʥ]             | ཉ                 | nya [ɲ]           |
| 치경음        | ཏ                   | ta [t~d]            | ཐ                   | tha [tʰ~dʱ]         | ད                   | da [nd]             | ན                 | na [n]            |
| 양순음        | པ                   | pa [p~b]            | ཕ                   | pha [pʰ~bʱ]         | བ                   | ba [mb]             | མ                 | ma [m]            |
| 파찰음        | ཙ                   | tsa [ʦ~ʣ]           | ཚ                   | tsha [ʦʰ~ʣʱ]        | ཛ                   | dza [nʣ]            | ཝ                 | wa [w]            |
| (저음)        | ཞ                   | zha [ʑ]             | ཟ                   | za [z]              | འ                   | 'a [ɦ]              | ཡ                 | ya [j]            |
| (저음 / 고음) | ར                   | ra [ɹ]              | ལ                   | la [ɫ]              | ཤ                   | sha [ɕ]             | ས                 | sa [s]            |
| (고음)        | ཧ                   | ha [h]              | ཨ                   | a [음가 없음]       |                     |                     |                   |                   |

### 자음군

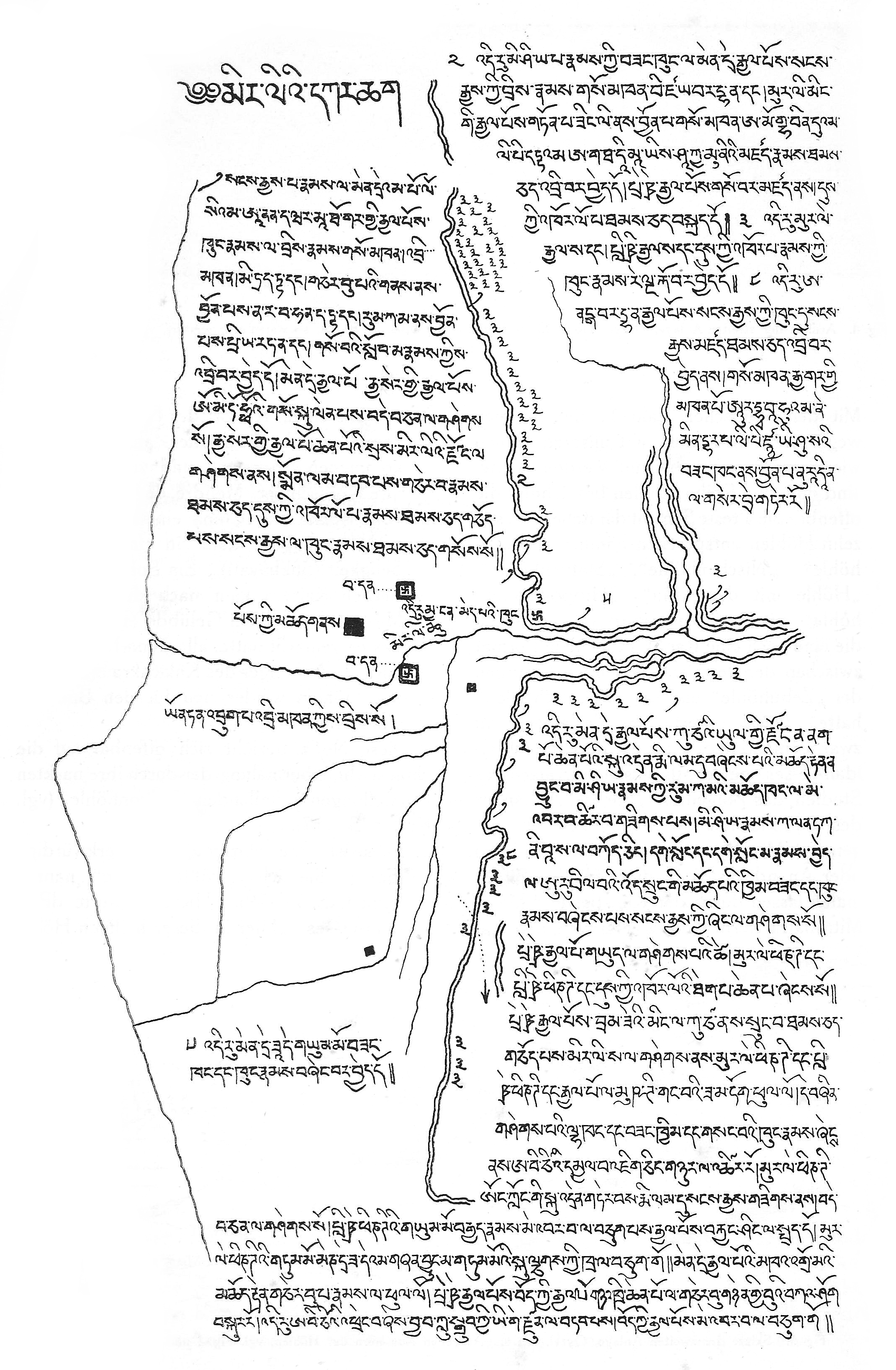
13세기 타림 분지(Tarim Basin) 키질 동굴(Kizil Caves)에서 발견된 티베트어 지도

#### 상접자, 하접자
티베트 문자는 자음이 기본자(基本字, radical)으로 사용되거나 자음군(consonant cluster)으로 구성된 하접자(下接字, subscript) 혹은 첨족자(添足字)와 상접자(上接字, superscript) 혹은 유관자(有冠字)/유두자(有頭字) 형태로도 사용될 수 있다는 것이다.
- 하접자(첨족자) : 기본자 아래에 오는 자음.
- 상접자(유관자/유두자) : 기본자 위에 오는 자음.

예를 들어, 기본자 ཀ(ka)는 ཀྲ(kra)나 རྐ(rka)가 될 수 있다. 두 경우 모두 기본자 ཀ(ka)가 사용되었지만, ར(ra)는 자음과 모음 중간에 있으면, 하접자로 사용된다. 반대로 ར(ra)가 자음과 모음 앞에 나오면 이는 상접자로 추가된다. ར(ra)는 대부분의 다른 자음 위에 나올 경우 형태를 바꾼다. 예를 들어 རྐ(rka)가 그것이다. 그러나 རྙ(rɲa)는 예외이다.

#### 상접자(유관자/유두자)
한 기본자 위의 상접자(유두자)는 자음 ར(ra), ལ(la), ས(sa)가 있다.
- ར(ra), ལ(la), ས(sa)가 기본자 ཀ(ka), ཅ(tʃa), ཏ(ta), པ(pa), ཙ(tsa)의 상접자인 경우, 중앙 라싸 티베트어(Central Lhasa Tibetan)에서는 발음의 변화가 일어나지 않으며 다음과 같이 발음된다.(단, 로마자 표기는 그대로 살려준다)

| རྐ rka[ka] | རྕ rca[t͡ʃa] | རྟ rta[ta] | རྤ rpa[pa] | རྩ rtsa[t͡sa] |
| ལྐ lka[ka] | ལྕ lca[t͡ʃa] | ལྟ lta[ta] | ལྤ lpa[pa] |             |
| སྐ ska[ka] | སྕ sca[t͡ʃa] | སྟ sta[ta] | སྤ spa[pa] | སྩ stsa[t͡sa] |

- ར(ra), ལ(la), ས(sa)가 기본자 ག(ʰka), ཇ(ʰtʃa), ད(ʰta), བ(ʰpa), ཛ(ʰtsa)의 상접자인 경우, 중앙 라싸 티베트어에서는 기음(aspiration)을 상실하고 유성음(voiced)이 되어, 다음과 같이 발음된다.(단, 로마자 표기는 그대로 살려준다)

| རྒ rga[ɡa] | རྗ rja[d͡ʒa] | རྡ rda[da] | རྦ rba[ba] | རྫ rdza[d͡za] |
| ལྒ lga[ɡa] | ལྗ lja[d͡ʒa] | ལྡ lda[da] | ལྦ lba[ba] |             |
| སྒ sga[ɡa] | སྗ sja[d͡ʒa] | སྡ sda[da] | སྦ sba[ba] | སྫ sdza[d͡za] |

- ར(ra), ལ(la), ས(sa)가 비음 자음 ང(ŋa), ཉ(ɲa), ན(na), མ(ma) 기본자의 상접자인 경우, 중앙 라싸 티베트어에서는 비음은 고음으로 발음된다. 다음과 같이 발음된다.
  - རྔ[ŋa], རྙ[ɲa], རྣ[na], རྨ[ma]
  - ལྔ[ŋa], ལྨ[ma]
  - སྔ[ŋa], སྙ[ɲa], སྣ[na], སྨ[ma]

#### 하접자
하접자는 티베트어로 བཏགས་(btags, 딱)이라고 한다. 하접자는 ཡ(ya[ja]), ར(ra[ra]), ལ(la[la]), ཝ(wa[wa])가 온다. 각각  야딱(ya-btags), 라딱(ra-btags), 라딱(la-btags), 와수르(wa-zur, zur는 티베트어로 '구석'을 뜻함, 하단중간에 쓰는 세 하접자와는 달리 와는 하단우측 구석에 사용한데서 유래함) 혹은 와딱(wa-btags)이라고 한다.  ཝ(wa), ར(ra), ཡ(ja)는 다른 자음 뒤에 올 때 형태를 바꾼다. 예를 들어 ཀྭ(kwa), ཀྲ(kra), ཀྱ(kja)가 그것이다.

#### 전접자, 후접자, 재접자
일부 자음은 전접자(前接字, prescript), 후접자(後接字, postscript), 재접자(再接字, post-postscript) 혹은 복후접자(複後接字) 위치에 사용된다.
- 전접자 : 기본자 왼쪽 자리이다. 자음 ག(ʰka), ད(ʰta), བ(ʰpa), མ(ma), འ(a)가 온다.

- 후접자 : 기본자 오른쪽 자리이다. ག(ʰka), ན(na), བ(ʰpa), ད(ʰta), མ(ma), འ(a), ར(ra), ང(ŋa), ས(sa), ལ(la) 10개 자음이 온다.

- 재접자 혹은 복후접자 : 후접자 오른쪽 자리이다. ད(ʰta)와 ས(sa)가 온다.[5]

### 모음
티베트어는 자음만 쓰면 기본적으로 'ɑ' 발음이 붙기 때문에, 나머지 [e], [i], [o], [u] 발음이 나는 4개의 모음 기호가 있다. 또한 모음 a /ɑ/, u /u/, o /ɔ̝/는 설첨음인 -ད(d), -ན(n), -ལ(l), -ས(s) 가운데 하나가 뒤에 오면 각각 ä /æ/, ü /y/, ö /œ̝/로 변화한다.
| 모음 부호 | 부호 이름               | 발음                  | 예                    |
| --------- | ----------------------- | --------------------- | --------------------- |
| ◌         | 없음                    | [ɑ] ([æ] -d, n, l, s) | ཀ (ka), ཏ (ta), ཨ (a) |
| ◌ི         | གི་གུ (gi gu, 기구)       | [i]                   | ཀི (ki), ཏི (ti), ཨི (i) |
| ◌ུ         | ཞབས་ཀྱུ (zhabs kyu, 삽뀨) | [u] ([y] -d, n, l, s) | ཀུ (ku), ཏུ (tu), ཨུ (u) |
| ◌ེ         | འགྲེང་པོ ('kreng po, 껭뽀) | [ɛ̝]                   | ཀེ (ke), ཏེ (te), ཨེ (e) |
| ◌ོ         | ན་རོ (na ro, 나로)       | [ɔ̝] ([œ̝] -d, n, l, s) | ཀོ (ko), ཏོ (to), ཨོ (o) |

### 구두점
| 문자 | 이름                         | 기능                                                 |
| ---- | ---------------------------- | ---------------------------------------------------- |
| ༄    | ཡིག་མགོ་(yig mgo)              | 텍스트 시작을 알리는 부호                            |
| ༈    | སྦྲུལ་ཤད་(sbrul shad)           | 주제와 하위 주제 부분을 구분하는 부호                |
| ༉    | བསྐུར་ཡིག་མགོ་(bskur yig mgo)    | 항목 열거 부호 '종카'(Dzongkha)                      |
| ་    | ཚེག་(tseg, 첵)                | 형태소 구분 부호                                     |
| །    | ཚིག་གྲུབ་(tshig-grub, 칙추)     | 마침표(텍스트의 한 부분의 끝)                        |
| ༎    | དོན་ཚན་(don-tshan, 돈짠)      | 마침표(전체 주제의 끝)                               |
| ༴    | བསྡུས་རྟགས་(bsdus rtags, 두딱)  | 반복                                                 |
| ༺    | གུག་རྟགས་གཡོན་(gug rtags g.yon) | 좌측 괄호                                            |
| ༻    | གུག་རྟགས་གཡས་(gug rtags g.yas) | 우측 괄호                                            |
| ༼    | ཨང་ཁང་གཡོན་(ang khang g.yon)  | 지붕을 위에 씌워 괄호로 묶는 데에 사용하는 좌측 괄호 |
| ༽    | ཨང་ཁང་གཡས་(ang khang g.yas)  | 지붕을 위에 씌워 괄호로 묶는 데에 사용하는 우측 괄호 |

### 숫자
독자적인 숫자를 가지고 있으며 아라비아 숫자와 같은 사용 방식을 가지고 있다. 현재는 아라비아 숫자도 많이 쓴다.
| 아라비아숫자 | 0 | 1 | 2 | 3 | 4 | 5 | 6 | 7 | 8 | 9 |
| ------------ | - | - | - | - | - | - | - | - | - | - |
| 티베트숫자   | ༠ | ༡ | ༢ | ༣ | ༤ | ༥ | ༦ | ༧ | ༨ | ༩ |

## 표기와 발음 대응

### 두자음
전접자, 상접자, 기본자, 하접자의 조합과 발음(두자음+성조)의 대응 관계 일람이다.
기본단자는 붉은색, 발음과 괴리가 심한 표기의 중심적 상징적 자모는 초록색으로 표시하였다.
고평조(高平調)와 저평조(低平調 혹은 저승조低昇調)는 각각 붉은색과 파란색 배경으로 표시하였다.
| 표기 문자                                                                             | 실제 발음 문자 | 발음         | 한글                   |
| ------------------------------------------------------------------------------------- | -------------- | ------------ | ---------------------- |
| ཀ(k)、རྐ(rk)、ལྐ(lk)、སྐ(sk)、ཀྭ(kw)、 དཀ(dk)、བཀ(bk)、བརྐ(brk)、བསྐ(bsk)                   | ཀ              | ká           | 까(ka)                 |
| རྒ(rg)、སྒ(sg)、དག(dg)、བག(bg)、 བརྒ(brg)、བསྒ(bsg)                                       | ཀ              | kà           | 까(ka)                 |
| ལྒ(lg)、མག(mg)、འག('g)                                                                 |                | ŋkà          | 응카(nka)              |
| ཁ(kh)、ཁྭ(khw)、མཁ(mkh)、འཁ('kh)                                                       | ཁ              | kʰá          | 카(kha)                |
| ག(g)、གྭ(gw)                                                                           | ག              | kʰà          | 가(ga)                 |
| རྔ(rng)、ལྔ(lng)、སྔ(sng)、དང(dng)、 བརྔ(brng)、བསྔ(bsng)、མང(mng)                         | ང              | ŋá           | 응아(nga)              |
| ང(ng)                                                                                 | ང              | ŋà           | 응아(nga)              |
| ཀྱ(ky)、རྐྱ(rky)、ལྐྱ(lky)、སྐྱ(sky)、དཀྱ(dky)、 བཀྱ(bky)、བརྐྱ(brky)、བསྐྱ(bsky)                  | ཅ              | cá           | 챠(ca)                 |
| དགྱ(dgy)、བགྱ(bgy)、བརྒྱ(brgy)、བསྒྱ(bsgy)                                                  | ཅ              | cà           | 챠(ca)                 |
| མགྱ(mgy)、འགྱ('gy)                                                                      | ཅ              | ɲcà          | 응챠(ngca)             |
| ཁྱ(khy)、མཁྱ(mkhy)、འཁྱ('khy)                                                            |                | cʰá          | 차(cha)                |
| གྱ(gy)                                                                                 |                | cʰà          | 차(cha)                |
| ཅ(c)、ལྕ(lc)、ཅྭ(cw)、གཅ(gc)、བཅ(bc)、 བྱ(py)、དབྱ(dpy)                                   |                | tɕá          | 쨔(ca)                 |
| རྗ(rj)、གཇ(gj)、བརྗ(brj)、དབྱ(dby)                                                       |                | tɕà          | 챠                     |
| ལྗ(lj)、མཇ(mj)、འཇ('j)、འབྱ('by)                                                        |                | ɲtɕà         | 은챠                   |
| ཆ(ch)、མཆ(mch)、འཆ('ch)、ཕྱ(phy)、འཕྱ('phy)                                             |                | tɕʰá         | 챠                     |
| ཇ(j)、བྱ(by)                                                                           |                | tɕʰà         | 쟈(ja)                 |
| རྙ(rny)、སྙ(sny)、གཉ(gny)、བརྙ(brny)、 བསྙ(bsny)、མཉ(mny)、ཉྭ(nyw)                         |                | ɲá           | 냐                     |
| ཉ(ny)、མྱ(my)                                                                          |                | ɲà           | 냐                     |
| ཏ(t)、རྟ(rt)、ལྟ(lt)、སྟ(st)、ཏྭ(tw)、གཏ(gt)、 བཏ(bt)、བརྟ(brt)、བལྟ(blt)、བསྟ(bst)、བལྡ(bld) | ཏ              | tá           | 따(ta)                 |
| རྡ(rd)、སྡ(sd)、གད(gd)、བད(bd)、 བརྡ(brd)、བསྡ(bsd)                                       | ད              | tà           | 다(da)                 |
| ལྠ(lth)                                                                                | ཐ              | ntá          | 은따(nta)              |
| ལྡ(ld)、མད(md)、འད('d)、ཟླ(zl)、བཟླ(bzl)                                                 | ཐ              | ntà          | 은따(nta)              |
| ཐ(th)、མཐ(mth)、འཐ('th)                                                               | ཐ              | tʰá          | 타(tha)                |
| ད(d)、དྭ(dw)                                                                           | ད              | tʰà          | 다(da)                 |
| རྣ(rn)、སྣ(sn)、གན(gn)、བརྣ(brn)、བསྣ(bsn)、 མན(mn)                                       | ན              | ná           | 나(na)                 |
| ན(n)                                                                                  | ན              | nà           | 나(na)                 |
| པ(p)、ལྤ(lp)、སྤ(sp)、དཔ(dp)                                                            | པ              | pá           | 빠(pa)                 |
| རྦ(rb)、སྦ(sb)、སྦྲ(sbr)、དབ(db)                                                          | པ              | pà           | 빠(pa)                 |
| ལྦ(lb)、འབ('b)                                                                         | བ              | mpà          | 바(ba)(음빠mpa)        |
| ཕ(ph)、འཕ('ph)                                                                        | ཕ              | pʰá          | 파(pha)                |
| བ(b)                                                                                  | བ              | pʰà          | 파(pha)                |
| རྨ(rm)、སྨ(sm)、དམ(dm)                                                                  | མ              | má           | 마(ma)                 |
| མ(m), མྲ(mr)                                                                           | མ              | mà           | 마(ma)                 |
| ཙ(ts)、རྩ(rts)、སྩ(sts)、ཙྭ(tsw)、གཙ(gts)、 བཙ(bts)、བརྩ(brts)、བསྩ(bsts）                 | ཙ              | tsá          | 차(tsa)                |
| རྫ(rdz)、གཛ(gdz)、བརྫ(brdz)                                                             |                | tsà          | 차(tsa)                |
| མཛ(mdz)、འཛ('dz)                                                                      |                | ntsà         | 응차(ntsa)             |
| ཚ(tsh)、ཚྭ(tshw)、མཚ(mtsh)、འཚ('tsh)                                                   | ཚ              | tsʰá         | 짜(tsha)               |
| ཛ(dz)                                                                                 |                | tsʰà         | 짜(tsha)               |
| ཀྲ(kr)、ཏྲ(tr)、པྲ(pr)、དཀྲ(dkr)、དཔྲ(dpr)、 བཀྲ(bkr)、བསྐྲ(bskr)、བསྲ(bsr)                    |                | ʈá (〜ʈʂá)   | 타 (〜차) (권설음)     |
| དགྲ(dgr)、དབྲ(dbr)、བསྒྲ(bsgr)、སྦྲ(sbr)                                                    |                | ʈà (〜ʈʂà)   | 타 (〜차) (권설음)     |
| མགྲ(mgr)、འགྲ('gr)、འདྲ('dr)、འབྲ('br)                                                    |                | ɳʈà (〜ɳʈʂà) | 응타 (〜응차) (권설음) |
| ཁྲ(khr)、ཐྲ(thr)、ཕྲ(phr)、མཁྲ(mkhr)、 འཁྲ('khr)、འཕྲ('phr)                                 |                | ʈʰá (〜ʈʂʰá) | 타 (〜차) (권설음)     |
| གྲ(gr)、དྲ(dr)、བྲ(br)、གརྭ(grw)                                                          |                | ʈʰà (〜ʈʂʰà) | 타 (〜차) (권설음)     |
| ཝ(w)、དབ(db)                                                                          | ཝ              | w            | 와(wa)                 |
| ཧྲ(hr)                                                                                 |                | ʂá           | 샤(권설음)             |
| ས(s)、སྲ(sr)、སྭ(sw)、གས(gs)、བས(bs)、 བསྲ(bsr)                                          | ས              | sá           | 사(za)                 |
| ཟ(z)、ཟྭ(zw)、གཟ(gz)、བཟ(bz)                                                           |                | sà           | 사(za)                 |
| (ཨ(-))、【དབ(db)】                                                                    |                | ʔá           | 아(a)                  |
| འ(')                                                                                  |                | ʔà           | 아(a)                  |
| གཡ(g.y)                                                                               |                | já           | 야(ya)                 |
| ཡ(y)                                                                                  |                | jà           | 야(ya)                 |
| ར(r)、རྭ(rw)                                                                           | ར              | rà           | 라(ra)                 |
| ཀླ(kl)、གླ(gl)、བླ(bl)、རླ(rl)、སླ(sl)、བརླ(brl)、 བསླ(bsl)                                  | ལ              | lá           | 라(la)                 |
| ལ(l)、ལྭ(lw)                                                                           | ལ              | là           | 라(la)                 |
| ལྷ(lh)                                                                                 | ལ              | ɬá           | 라(la)                 |
| ཧ(h)、ཧྭ(hw)                                                                           | ཧ              | há           | 하(ha)                 |

### 모음・말자음
모음・말자음의 표기와 발음 대응 관계 일람이다.
성조를 활성화하고 표시하게 하는(고평조와 저평조(저승조)를 고강조와 저승강조로 변화시키는) ག(g)、ད(d)、བ(b)、ས(s)  4개 자모는 보라색으로 표시하였다.
| 문자                      | 발음 | 한글      |
| ------------------------- | ---- | --------- |
| (a)                       | a    | 아        |
| འུ(a'u)                    | au   | 아우      |
| ག(ag) གས(ags)             | aʔ   | 아        |
| ང(ang) ངས(angs)           | aŋ   | 앙        |
| བ(ab) བས(abs)             | ap   | 앞        |
| མ(am) མས(ams)             | am   | 암        |
| ར(ar)                     | aɹ   | 아-(아르) |
| ལ(al) འི(a'i)              | ɛ    | 에ー      |
| ད(ad) ས(as)               | ɛʔ   | 에        |
| ན(an)                     | ɛ̃    | 엔        |
| ི(i) ིལ(il) ིའི(i'i)          | i    | 이-       |
| ིའུ(i'u) ེའུ(e'u)             | iu   | 이우      |
| ིག(ig) ིགས(igs) ིད(id) ིས(is) | iʔ   | 이        |
| ིང(ing) ིངས(ings)           | iŋ   | 인        |
| ིབ(ib) ིབས(ibs)             | ip   | 입        |
| ིམ(im) ིམས(ims)             | im   | 임        |
| ིར(ir)                     | iɹ   | 이-(이르) |
| ིན(in)                     | ĩ    | 인        |
| ུ(u)                       | u    | 우        |
| ུག(ug) ུགས(ugs)             | uʔ   | 우        |
| ུང(ung) ུངས(ungs)           | uŋ   | 웅        |
| ུབ(ub) ུབས(ubs)             | up   | 웊        |
| ུམ(um) ུམས(ums)             | um   | 움        |
| ུར(ur)                     | u ɹ  | 우-(우르) |
| ུལ(ul) ུའི(u'i)              | y    | 유-       |
| ུད(ud) ུས(us)               | yʔ   | 유        |
| ུན(un)                     | ỹ    | 융        |
| ེ(e) ེལ(el) ེའི(e'i)          | e    | 에-       |
| ེག(eg) ེགས(egs) ེད(ed) ེས(es) | eʔ   | 에        |
| ེང(eng) ེངས(engs)           | eŋ   | 엥        |
| ེབ(eb) ེབས(ebs)             | ep   | 엪        |
| ེམ(em) ེམས(ems)             | em   | 엠        |
| ེར(er)                     | eɹ   | 에-(에르) |
| ེན(en)                     | ẽ    | 엔        |
| ོ(o)                       | o    | 오        |
| ོག(og) ོགས(ogs)             | oʔ   | 오        |
| ོང(ong) ོངས(ongs)           | oŋ   | 옹        |
| ོབ(ob) ོབས(obs)             | op   | 옾        |
| ོམ(om) ོམས(oms)             | om   | 옴        |
| ོར(or)                     | oɹ   | 오-(오르) |
| ོལ(ol) ོའི(o'i)              | ø    | 우-       |
| ོད(od) ོས(os)               | øʔ   | 우        |
| ོན(on)                     | ø̃    | 운        |

## 유니코드
유니코드에서 티베트 문자는 U+0F00–U+0FFF에 해당된다.
| 티베트 문자[1][2][3] Official Unicode Consortium code chart (PDF) |   |   |   |   |   |   |   |   |   |   |   |   |   |   |   |   |
| | 0 | 1 | 2 | 3 | 4 | 5 | 6 | 7 | 8 | 9 | A | B | C | D | E | F |
| U+0F0x | ༀ | ༁ | ༂ | ༃ | ༄ | ༅ | ༆ | ༇ | ༈ | ༉ | ༊ | ་ |   | ། | ༎ | ༏ |
| U+0F1x | ༐ | ༑ | ༒ | ༓ | ༔ | ༕ | ༖ | ༗ | ༘  | ༙  | ༚ | ༛ | ༜ | ༝ | ༞ | ༟ |
| U+0F2x | ༠ | ༡ | ༢ | ༣ | ༤ | ༥ | ༦ | ༧ | ༨ | ༩ | ༪ | ༫ | ༬ | ༭ | ༮ | ༯ |
| U+0F3x | ༰ | ༱ | ༲ | ༳ | ༴ | ༵  | ༶ | ༷  | ༸ | ༹  | ༺ | ༻ | ༼ | ༽ | ༾  | ༿  |
| U+0F4x | ཀ | ཁ | ག | གྷ | ང | ཅ | ཆ | ཇ |   | ཉ | ཊ | ཋ | ཌ | ཌྷ | ཎ | ཏ |
| U+0F5x | ཐ | ད | དྷ | ན | པ | ཕ | བ | བྷ | མ | ཙ | ཚ | ཛ | ཛྷ | ཝ | ཞ | ཟ |
| U+0F6x | འ | ཡ | ར | ལ | ཤ | ཥ | ས | ཧ | ཨ | ཀྵ | ཪ | ཫ | ཬ |   |   |   |
| U+0F7x |   | ཱ  | ི  | ཱི  | ུ  | ཱུ  | ྲྀ  | ཷ  | ླྀ  | ཹ  | ེ  | ཻ  | ོ  | ཽ  | ཾ  | ཿ  |
| U+0F8x | ྀ  | ཱྀ  | ྂ  | ྃ  | ྄  | ྅ | ྆  | ྇  | ྈ | ྉ | ྊ | ྋ | ྌ | ྍ  | ྎ  | ྏ  |
| U+0F9x | ྐ  | ྑ  | ྒ  | ྒྷ  | ྔ  | ྕ  | ྖ  | ྗ  |   | ྙ  | ྚ  | ྛ  | ྜ  | ྜྷ  | ྞ  | ྟ  |
| U+0FAx | ྠ  | ྡ  | ྡྷ  | ྣ  | ྤ  | ྥ  | ྦ  | ྦྷ  | ྨ  | ྩ  | ྪ  | ྫ  | ྫྷ  | ྭ  | ྮ  | ྯ  |
| U+0FBx | ྰ  | ྱ  | ྲ  | ླ  | ྴ  | ྵ  | ྶ  | ྷ  | ྸ  | ྐྵ  | ྺ  | ྻ  | ྼ  |   | ྾ | ྿ |
| U+0FCx | ࿀ | ࿁ | ࿂ | ࿃ | ࿄ | ࿅ | ࿆  | ࿇ | ࿈ | ࿉ | ࿊ | ࿋ | ࿌ |   | ࿎ | ࿏ |
| U+0FDx | ࿐ | ࿑ | ࿒ | ࿓ | ࿔ | ࿕ | ࿖ | ࿗ | ࿘ | ࿙ | ࿚ |   |   |   |   |   |
| U+0FEx |   |   |   |   |   |   |   |   |   |   |   |   |   |   |   |   |
| U+0FFx |   |   |   |   |   |   |   |   |   |   |   |   |   |   |   |   |
| Notes 1.^ As of Unicode version 7.0 2.^ Grey areas indicate non-assigned code points 3.^ Unicode code points U+0F77 and U+0F79 are deprecated as of Unicode version 6.0 |   |   |   |   |   |   |   |   |   |   |   |   |   |   |   |   |

## 같이 보기
- 표준 티베트어
- 티베트어
- 브라흐미 문자군